# Водичев, Василий Иванович
Василий Иванович Водичев — советский хозяйственный, государственный и политический деятель.

## Биография
Родился в 1925 году в селе Ивановское. Член КПСС.
С 1951 года — на хозяйственной, общественной и политической работе. В 1951—1987 гг. — инженер-конструктор ЦНИЛ Минтрансмаша, инженер-конструктор, старший инженер, групповой инженер, начальник отдела, заместитель главного конструктора, главный конструктор паровых турбин на Турбомоторном заводе.
За разработку конструкции, освоение производства и внедрение в народное хозяйство теплофикационной паровой турбины типа Т-250/300—240 на сверхкритические параметры пара был в составе коллектива удостоен Государственной премии СССР в области науки и техники 1979 года.
Умер в 1987 году.